# Khanapur, Aland
Khanapur là một làng thuộc tehsil Aland, huyện Gulbarga, bang Karnataka, Ấn Độ.